# Flavon
Flavon é uma comuna italiana da região do Trentino-Alto Ádige, província de Trento, com cerca de 508 habitantes. Estende-se por uma área de 7 km², tendo uma densidade populacional de 73 hab/km². Faz fronteira com Tuenno, Nanno, Terres, Denno, Cunevo.